# Машина Руба Голдберга

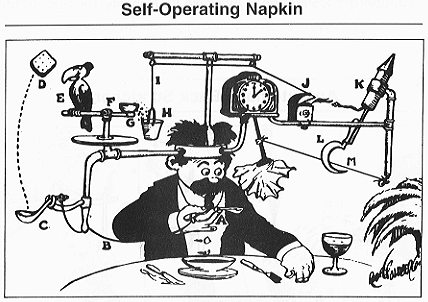
Автоматична серветка професора
Люцифера Горгонзоли.При піднятті ложки (A) натягується шнур (B), який смикає ложку (C), яка підкидає крекер (D), який ловить папуга (E), що змушує обертатися жердинки (F), при цьому насіння (G) висипається у відерце (H), через що те опускається і тягне тросик (I) вниз, що запалює запальничку (J), яка підпалює ракету (K); та, злітаючи, серпом (L) перерізає мотузку (M), що звільняє маятник, який, хитаючись, витирає підборіддя професора серветкою.

Машина Руба Голдберга, також просто машина Голдберга, або машина Робінсона-Голдберга, машина Робінсона або хитромудра машина — це винахід, пристрій, який виконує дуже просту дію надзвичайно складним чином — зазвичай за допомогою довгої послідовності взаємодій за «принципом доміно». Ці машини отримали свою назву від імен американського карикатуриста та винахідника Руба Голдберга та англійського художника Вільяма Робінсона, які використовували зображення таких машин у своїх роботах. Іноді цей вислів використовується для іронічного позначення будь-якої занадто складної системи.

## Історія
Протягом усього XX століття в різних країнах карикатуристи використовували образ дуже складних машин, що виконують несподівано прості дії для створення комічного ефекту. Зазвичай, такі механізми отримують в цих країнах назви, пов'язані з художником, що зображує ці механізми.
В 1915 нью-йоркський художник Руб Голдберг, маючи інженерну освіту, став малювати для газет карикатури із зображенням механізмів, що виконують дуже прості дії надзвичайно заплутаним, складним та часто комічним способом. З-поміж цих робіт виділяється цикл винаходів божевільного професора Люцифера Горгонзоли Баттса (англ. Lucifer Gorgonzola Butts)..
Ці роботи стають популярними, і вже 1931 року словосполучення «Rube Goldberg» включено до словника Вебстера як прикметник, який означає досягнення чогось простого складним способом.

## Різновиди цього явища у різних країнах

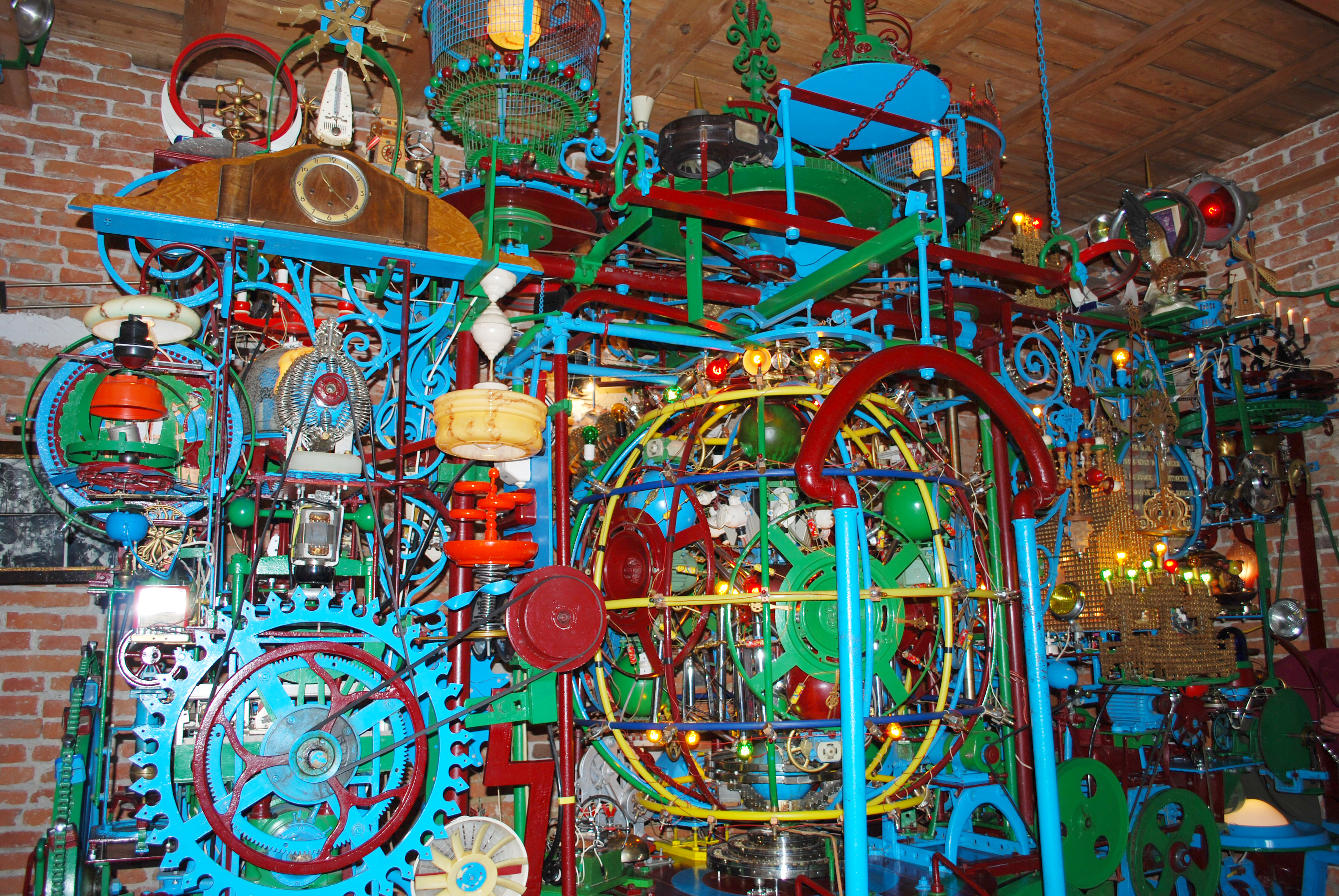
Weltmachine

- Австралія — карикатурист Брюс Петті малює карикатури на такі теми, як економіка, міжнародні відносини та інші соціальні проблеми, зображаючи їх як вкрай складні, взаємозалежні механізми, які маніпулюють, або маніпулюються людьми.

- Австрія — Франц Ґзельманн цілі десятиліття працював над механізмом, якому він присвоїв назву «Weltmachine» («Світова машина»).
- Велика Британія — дещо випереджаючи Руба Голдберга, англійський художник Вільям Гіт Робінсон публікує в газетах карикатури божевільних винаходів, які складним та заплутаним чином виробляють до смішного прості результати, пародіюючи різноманітні безглузді винаходи часів Першої світової війни. Він здобув популярність, ілюструючи книги Нормана Гантера про професора Брейнстоме — ексцентричного та забудькуватого винахідника складних механізмів. У Великій Британії такі складні механізми відомі під назвою «машини Робінсона»[1].
- Данія — данський художник Роберт Сторм Петерсен (1882–1949), відомий під псевдонімом Storm P, створював малюнки з подібними складними машинами. Тому в Данії такі механізми називають «машинами Сторма П»[1].
- Індія — гуморист та дитячий письменник Сукумар Рай в своєму вірші «Дивне та випадкове» показує персонажа Дядька, який створює абсурдно складний механізм. В розмовній бенгальській «Дядьків винахід» (khoror kol) став позначати складний та ні на що не придатний предмет.
- Іспанія — механізми, схожі на машини Голдберга, в Іспанії називають «Винаходами TBO» (ісп. Inventos del TBO) або скорочено «tebeo», названі так через журнал коміксів «TBO», де публікувалися «великі винаходи професора Франца з Копенгагена».
- Німеччина — для означення подібних механізмів вживають словосполучення «Was-passiert-dann-Maschine» («Що-трапиться-далі-машина»), яке походить від назви таких механізмів, яку використовує Жабеня Керміт у дитячому телевізійному шоу «Вулиця Сезам».
- Норвегія — карикатурист Челл Аукруст створив мультиплікаційного персонажа Реодора Фелгена, який постійно конструював із різних підручних засобів дуже складну техніку, яка неймовірним чином працювала.
- СРСР — у радянському дитячому журналі «Мурзилка» карикатури з машинами Голдберга довгі роки малював художник Олександр Семенов.
- Туреччина — у Туреччині такі пристрої відомі під назвою Zihni Sınır Proceleri, від імені їх винахідника — вигаданого професора Zihni Sınır («Дратівливий Розум»), створеного Ірфаном Саярі 1977 року для журналу коміксів Gırgır. Карикатурист пізніше відкрив студію, яка продавала діючі реалізації таких механізмів.
- Франція — подібні машини у Франції називають терміном usine à gaz, або «газопереробка», маючи на увазі дуже складний завод із безліччю різних труб та ризиком пожежі чи вибуху. Зараз цей термін використовують переважно програмісти, коли говорять про складну програму, а також журналісти, коли говорять про офіційний закон чи регламентацію, визначення яких збиває з пантелику.
- Японія — у Японії цьому поняттю відповідає термін «Піфагорійський пристрій» — від назви телевізійної програми для дітей — PythagoraSwitch (яп. ピタゴラスイッチ). Також є близьке за значенням поняття — Chindōgu, яке, однак, включає всі малокорисні винаходи, незалежно від складності.

## Професійні художники
Американський скульптор Тім Хоукінсон створив кілька інсталяцій, що використовують принцип доміно.
Фішлі та Вайс — дует швейцарських художників, відомих насамперед короткометражним фільмом «Хід речей», в якому показана складна машина, що складається з повсякденних речей.

## Конкурси

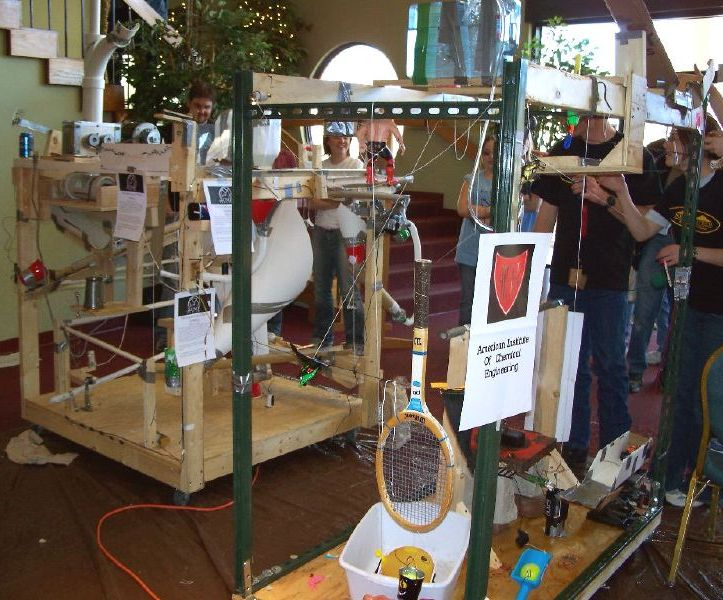
Любительський варіант машини Голдберга

Існує кілька регулярних конкурсів з будівництва машин Голдберга.
1949 року в університеті Пердью (Індіана, США) виникла традиція змагань зі спорудження машин Голдберга між студентським братством інженерів Трикутника та відділенням Пі технічного братства Тета Тау. Вони проходили щорічно до 1956, коли тимчасово припинилися. 1983 року конкурс був відроджений відділенням Пі, але вже для всіх студентів Пердью. З 1988 року конкурс став національним та проходить в Пердью кожний березень за участю переможців місцевих конкурсів, організованих за підтримки Тета Тау. 2009 року відділення Епсілон того ж братства створило аналогічний щорічний конкурс в університеті Каліфорнії, Берклі. Під час змагання різні команди змагаються у виконанні певного завдання, наприклад, налити сік в стакан або замінити лампочку.
З 1998 року кінетичний скульптор Артур Гансон є провідним щорічного конкурсу «П'ятниця після Дня подяки», спонсорується Музеєм Массачусетського технологічного інституту в Кембриджі, штат Массачусетс.

## На телебаченні
У короткометражному телефільмі «Крюк та сходи» (1932) із серії «Пострелята» показано кілька подібних механізмів.
У мультфільмі «Літо кота Леопольда» миші будують пастку для кота, яка виглядає, як машина Голдберга. Але кіт випадково зриває плани мишенят, внаслідок чого пастка працює у зворотний бік, і під її дію потрапляють вже самі гризуни. У комп'ютерній грі за мотивами мультфільму споруда пастки — головне завдання.
У заставці японського телешоу для дітей «Перемикач Піфагора» (яп. ピ タ ゴ ラ ス イ ッ チ, Пітагора Суїті) показана машина Голдберга, яка створює назву передачі. Заставка багато разів змінюється представляючи нові машини Голдберга.
В 10-м спецвипуску телепередачі «Руйнівники міфів» ведучі створили зарозумілу машину з «Кока-коли», «Ментоса», кулі для боулінгу, іграшок, смаженої індички та «мотлоху в майстерні» довжиною в 30 метрів з 60 рухомими частинами. Пізніше головні ведучі — Джеймі Гайнеман та Адам Севідж створили телешоу «Ланцюгова реакція» (англ. Unchained Reaction), в якій дві команди ентузіастів змагаються у створенні машин Голдберга на певну тематику з наданих матеріалів, а ведучі — Хайнеман та Севідж, оцінюють їх, виходячи з винахідливості, дотримання теми та естетичності.
2003 року вийшов рекламний ролик «Cog» (англ. Гвинтик), що рекламує автомобіль «Honda Accord», у якому машина Голдберга була створена з деталей автомобіля. Фішлі та Вайс звинуватили компанію Honda у плагіаті, але врешті решт не стали подавати в суд. Відео отримало численні нагороди, позитивні відгуки критиків та популярність у глядачів.
Один з епізодів науково-фантастичного телесеріалу «Секретні матеріали» («Варіант Голдберга») оповідає про людину, незвичайне везіння якого складається з хитромудрих послідовностей подій.

## В кіно
У короткометражному мультфільмі «Designs on Jerry» із серії «Том та Джеррі» кіт Том створює проєкт складного механізму для упіймання мишеняти Джеррі, але той змінює одну цифру в кресленні, внаслідок чого після запуску побудованої машини все дістається коту.
У кінофільмі «Назад в майбутнє» один з головних героїв доктор Еметт Браун створює машину Голдберга для годування собаки, а в «Назад в майбутнє 3» — схожу машину для виробництва льоду.
У фільмі «Велика пригода Пі-Ві» головний герой використовує складну машину для приготування сніданку. «Машина для сніданку» Пі-Ві була зпародійована в мультсеріалі «Гріффіни» в епізоді «8 Simple Rules for Buying My Teenage Daughter».
У фільмі «Едвард Руки-ножиці» показано один зі спогадів головного героя, в якому в замку його творця стоїть складна машина для приготування їжі.
У фільмі «Той, що не залишає сліду» маніяк вбиває людей за допомогою хитромудрих машин, швидкість вбивств залежала від кількості відвідувань його інтернет-сайту.

## Відеокліпи
Американська рок-група з Чикаго OK Go в одному з відеокліпів на пісню «This Too Shall Pass» використовує машину Голдберга як основну ідею. Вона включає в себе металеві кульки, лампи, парасольки, піаніно, конторку, візок із супермаркету, самих учасників групи та багато іншого.

## Відеоігри
У відеоіграх The Incredible Machines, Crazy Machines, Fantastic Contraption гравцеві необхідно створювати машини Голдберга з доступних предметів для виконання поставлених завдань. В іграх Armadillo Run, World of Goo, Crayon Physics Deluxe ігровий процес схожий на створення механізмів Голдберга. Існує гра для Android, під назвою Rube works. Геймплей представляє з себе створення машин Голдберга з цього набору предметів. Машини повторюють за схемами роботи Руба, а після проходження рівня показується оригінальний малюнок — зображення цієї машини.
У грі Amazing Alex, створеної для операційних систем Android і iOS, необхідно з повсякденних предметів збирати «механізми», деталі яких не завжди пов'язані між собою фізично (частіше — фізичними законами), що деякою мірою теж можна назвати створенням просто цікавих машин.
Garry's Mod — модифікація Half-Life 2, дозволяє гравцеві маніпулювати об'єктами та експериментувати з фізикою. З її допомогою багато ентузіастів створюють віртуальні машини Голдберга. Її ж використовують для тренувань та експериментів учасники змагань в університеті Пердью.

## Настільні ігри
В 60-х роках XX століття в продажу з'явилася настільна гра «Мишоловка», в якій мета гравців — загнати «мишей» суперника в «мишоловку», побудувавши машину Голдберга. Існують різні варіанти гри включаючи тривимірні.

## Примітка
1. 1 2 3 4 5 6 7 8 9 10 11 12 13 14 15  (рос.)Юрий Иванов (2009). Машины Голдберга. История ненаучного поиска. Т. 94. Лучшие компьютерные игры. Архів оригіналу за 6 листопада 2014. Процитовано 19 вересня 2012.
2. ↑  (англ.)Is Rep. Bill Thomas the Rube Goldberg of Legislative Reform?. Economistsview.typepad.com. Economist's View. 6 червня 2005. Архів оригіналу за 6 травня 2006. Процитовано 5 листопада 2014.
3. ↑  (англ.)Social Security's Progressive Paradox. Reason.com. Reason Magazine. 2 травня 2005. Архів оригіналу за 3 вересня 2009. Процитовано 5 листопада 2014.
4. ↑  (англ.)Rube Goldberg (Webpage). Merriam-Webster Online Dictionary. 2009. Архів оригіналу за 31 жовтня 2012. Процитовано 19 вересня 2012.
5. ↑  Rubes in Training. Архів оригіналу за 5 листопада 2014. Процитовано 5 листопада 2014.
6. ↑  Theta Tau Rube Goldberg Machine Contest. Архів оригіналу за 8 березня 2016. Процитовано 5 листопада 2014.
7. ↑  Berkeley Rube Goldberg Machine Contest. Архів оригіналу за 6 листопада 2014. Процитовано 5 листопада 2014.
8. ↑  Friday After Thanksgiving: Chain Reaction. MIT Museum [website]. Архів оригіналу за 31 жовтня 2012. Процитовано 5 листопада 2014.
9. ↑  заставка передачи на dailymotion.com. Архів оригіналу за 5 листопада 2014. Процитовано 5 листопада 2014.
10. ↑  Cozens, Claire (27 травня 2003). Acclaimed Honda ad in copycat row. London: The Guardian. Архів оригіналу за 12 листопада 2012. Процитовано 5 листопада 2014.
11. ↑  Jack Castle (October 26, 2012), shades of black [Архівовано 5 листопада 2014 у Wayback Machine.] The Daily Telegraph
12. ↑  [Архівовано 5 листопада 2014 у Wayback Machine.] The Top Ten Food-Based Rube Goldberg Machines [videos] — Eat Me Daily. Eatmedaily.com (2009-09-24).
13. ↑  Pee Wee's Big Adventure — Breakfast Machine — Video [Архівовано 11 березня 2013 у Wayback Machine.]. Metacafe.com.
14. ↑  Family Guy Breakfast Machine. Архів оригіналу за 12 квітня 2010. Процитовано 5 листопада 2014.
15. ↑  Клип OK GO с машиной Голдберга. Архів оригіналу за 4 листопада 2014. Процитовано 5 листопада 2014.
16. ↑  Официальный сайт игры «Amazing Alex» [Архівовано 16 грудня 2016 у Wayback Machine.].